# Ophioderma
Genre
Ophioderma est un genre d'ophiures de la famille des Ophiodermatidae. Les ophiures ressemblent à des étoiles de mer.

## Description et caractéristiques

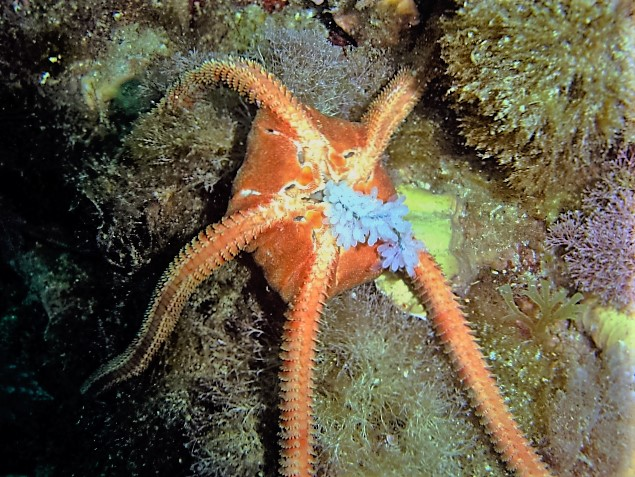
Ophioderma longicauda se nourrissant d'œufs de mollusque, en Méditerranée.

Ce sont de grandes ophiures régulières de faible profondeur et de morphologie classique, avec des bras dans la continuité du disque central, situés entre deux profondes incisions. Beaucoup d'espèces arborent une coloration sombre, mais d'autres sont fauve ; la coloration peut être très variable au sein d'une même espèce (comme Ophioderma longicauda en Europe). Les épines brachiales (10-12) sont courtes. La caractéristique la plus déterminante de ce genre au sein de sa famille est la duplication des fentes génitales sur la face orale du disque (donc au nombre total de 20 au lieu de 10, deux autour des bras et deux autour des mâchoires). 
Ce genre est aussi caractérisé par l'absence de papilles dentales, et des dents régulières.
Sur un plan plus microstructurel, Stöhr, Boissin, Weber et Chenuil (2020) ajoutent : Le disque porte une couverture dense de granules dorsalement et ventralement, y compris les mâchoires ; les boucliers oraux (et dans certaines espèces les boucliers adoraux) sont nus. Les épines des bras sont nombreuses et atteignent la moitié de la longueur de l'articulation du bras. Plusieurs espèces ont des plaques dorsales des bras multiples. Deux courtes fentes génitales à chaque bourse. Rangées simples de nombreuses papilles buccales. Présence de l'osselet de Lyman. Présence d'épines sur la crête de la plaque buccale. Plaque dentaire en plusieurs morceaux, avec des cavités non perforantes de deux types, rondes et petites pour les papilles dentaires, larges comme des fentes pour les dents. Bouclier radial dissocié triangulaire, avec un processus abradial distal, un grand pore interne et plusieurs petits pores externes. Plaques latérales des bras avec deux éperons courts sur le bord proximal externe et des éperons correspondants sur le bord distal interne. Plaque génitale adradiale allongée, incurvée, extrémité proximale avec une dépression et un bouton rond. Plaque génitale abradiale plate, trapézoïdale, environ la moitié de la longueur de la plaque adradiale. 
Ce sont des ophiures d'eaux chaudes ou tempérées, répandues dans les 3 bassins océaniques de la planète, mais surtout l'Atlantique et les côtes américaines du Pacifique.

## Liste d'espèces

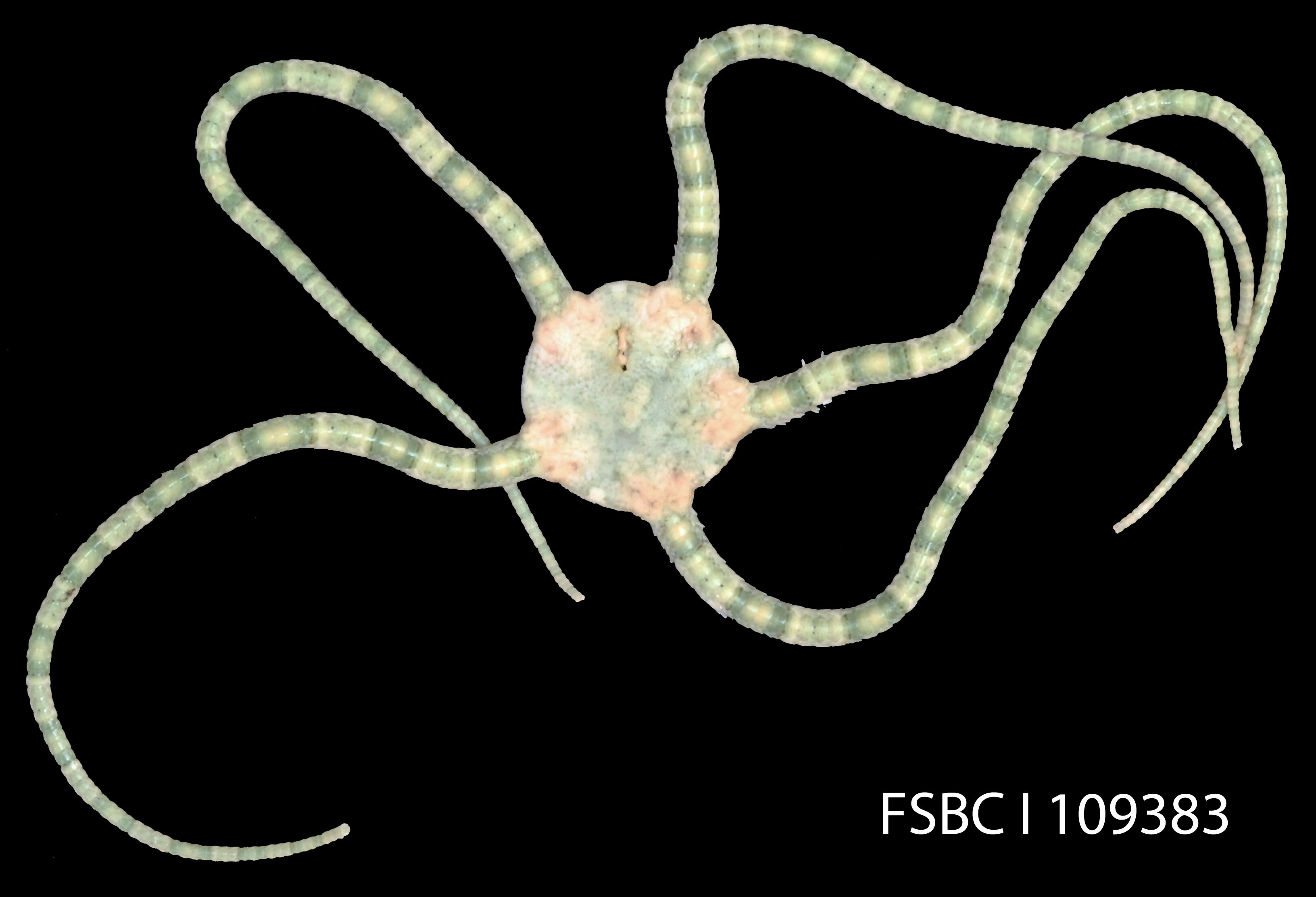
Ophioderma brevispina

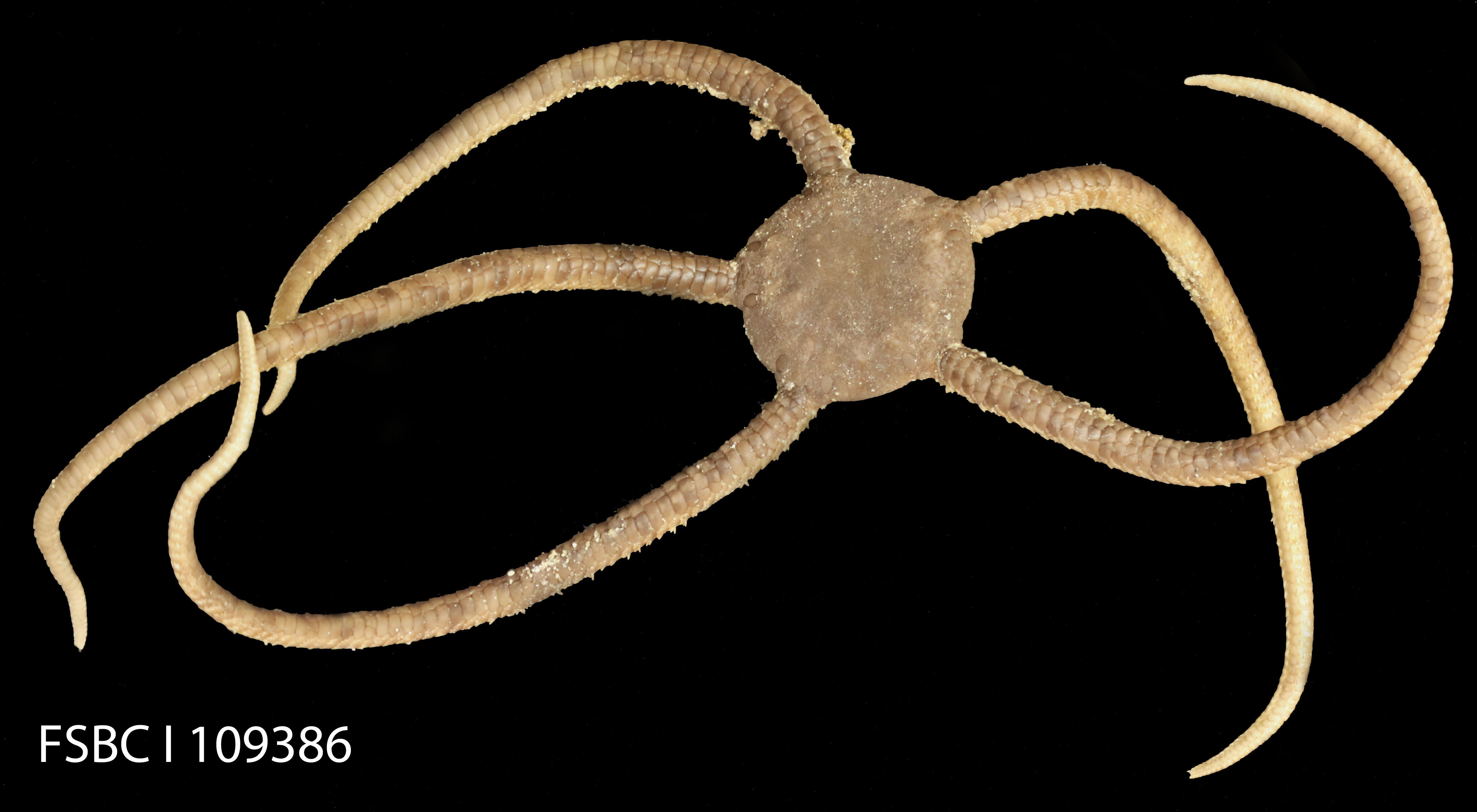
Ophioderma cinerea

| Selon World Register of Marine Species (23 août 2024) : - Ophioderma africanum Stöhr, Weber, Boissin & Chenuil, 2020 -- Afrique de l'Ouest - Ophioderma aija Humara-Gil, Granja-Fernandez, Bautista-Guerrero, Solis-Marin & Rodriguez-Troncoso, 2024 -- Pacifique est - Ophioderma anitae Hotchkiss, 1982 -- Caraïbes - Ophioderma appressum (Say, 1825) -- Atlantique tropical ouest - Ophioderma besnardi Tommasi, 1970 -- Brésil - Ophioderma bichi Humara-Gil, Granja-Fernandez, Bautista-Guerrero, Solis-Marin & Rodriguez-Troncoso, 2024 -- Pacifique est - Ophioderma brevicaudum Lütken, 1856 -- Caraïbes - Ophioderma brevispinum (Say, 1825) -- Atlantique tropical ouest - Ophioderma cinereum Müller & Troschel, 1842 -- Atlantique tropical ouest - Ophioderma devaneyi Hendler & Miller, 1984 -- Côte est américaine - Ophioderma divae Tommasi, 1971 -- Brésil - Ophioderma elaps Lütken, 1856 -- Caraïbes - Ophioderma ensiferum Hendler & Miller, 1984 -- Caraïbes - Ophioderma guineense Greeff, 1882 -- Afrique de l'Ouest - Ophioderma guttatum Lütken, 1859 -- Caraïbes - Ophioderma hendleri Granja-Fernandez, Pineda-Enriquez, Solis-Marin & Laguarda-Figueras, 2020 -- Pacifique est - Ophioderma holmesii (Lyman, 1860) -- Floride - Ophioderma hybridum Stöhr, Weber, Boissin & Chenuil, 2020 -- Maghreb - Ophioderma januarii Lütken, 1856 -- Atlantique tropical ouest - Ophioderma longicaudum (Bruzelius, 1805) -- Méditerranée nord-occidentale et Atlantique européen - Ophioderma occultum Humara-Gil, Granja-Fernandez, Bautista-Guerrero & Rodriguez-Troncoso, 2022 -- Pacifique est - Ophioderma pallidum (Verrill, 1899) -- Caraïbes - Ophioderma panamense Lütken, 1859 -- Pacifique est - Ophioderma pentacanthum H.L. Clark, 1917 -- Pacifique est - Ophioderma peruanum Pineda-Enriquez, Solis-Marin, Hooker & Laguarda-Figueras, 2013 -- Pérou - Ophioderma phoenium H.L. Clark, 1918 -- Caraïbes - Ophioderma propinquum Koehler, 1895 -- -- Indonésie (îles de la Sonde) - Ophioderma rubicundum Lütken, 1856 -- Caraïbes - Ophioderma squamosissimum Lütken, 1856 -- Caraïbes - Ophioderma teres (Lyman, 1860) -- Pacifique est (Amérique centrale) - Ophioderma tonganum Lütken, 1872 -- Îles Tonga - Ophioderma unicolor H.L. Clark, 1940 -- Pacifique est - Ophioderma vansyoci Hendler, 1996 -- Basse Californie - Ophioderma variegatum Lütken, 1856 -- Pacifique est (Amérique centrale) - Ophioderma wahlbergii Müller & Troschel, 1842 -- Afrique du Sud et peut-être Afrique de l'Est - Ophioderma zibrowii Stöhr, Weber, Boissin & Chenuil, 2020 -- Méditerranée orientale - † Ophioderma bonaudoae Martinez & Del Rio, 2008 - † Ophioderma delsatei Thuy, 2005 - † Ophioderma dentatum Kutscher, 1988 - † Ophioderma hauchecorni Eck, 1872 - † Ophioderma radiatum Kutscher & Jagt, 2000 - † Ophioderma spectabile Hess, 1966 - † Ophioderma substriatum (Rasmussen, 1950) - † Ophioderma tenuibrachiatum Forbes, 1843 - † Ophioderma waliabadense Kristan-Tollmann, Tollmann & Hamedani, 1979 | Selon ITIS (22 janvier 2014) : - Ophioderma appressum (Say, 1825) - Ophioderma brevicaudum Lütken, 1856 - Ophioderma brevispinum (Say, 1825) - Ophioderma cinereum Müller et Troschel, 1842 - Ophioderma devaneyi Hendler et Miller, 1984 - Ophioderma guttatum Lütken, 1859 - Ophioderma januarii Lütken, 1856 - Ophioderma longicauda - Ophioderma pallidum - Ophioderma panamense Lütken, 1859 - Ophioderma phoenium H. L. Clark, 1918 - Ophioderma rubicundum Lütken, 1856 - Ophioderma squamosissimum Lütken, 1856 - Ophioderma variegatum Lütken, 1856 |

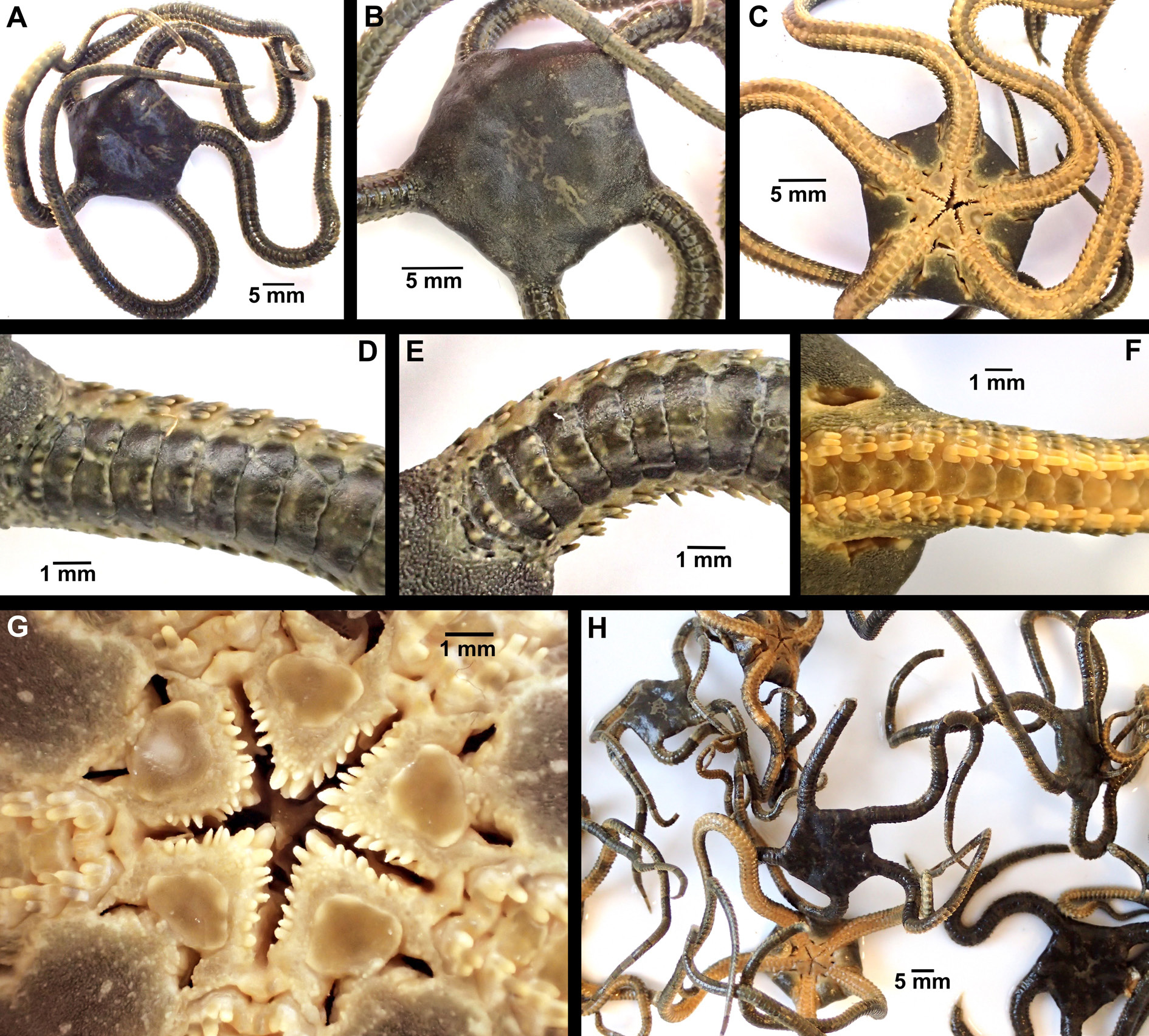
Ophioderma africanum
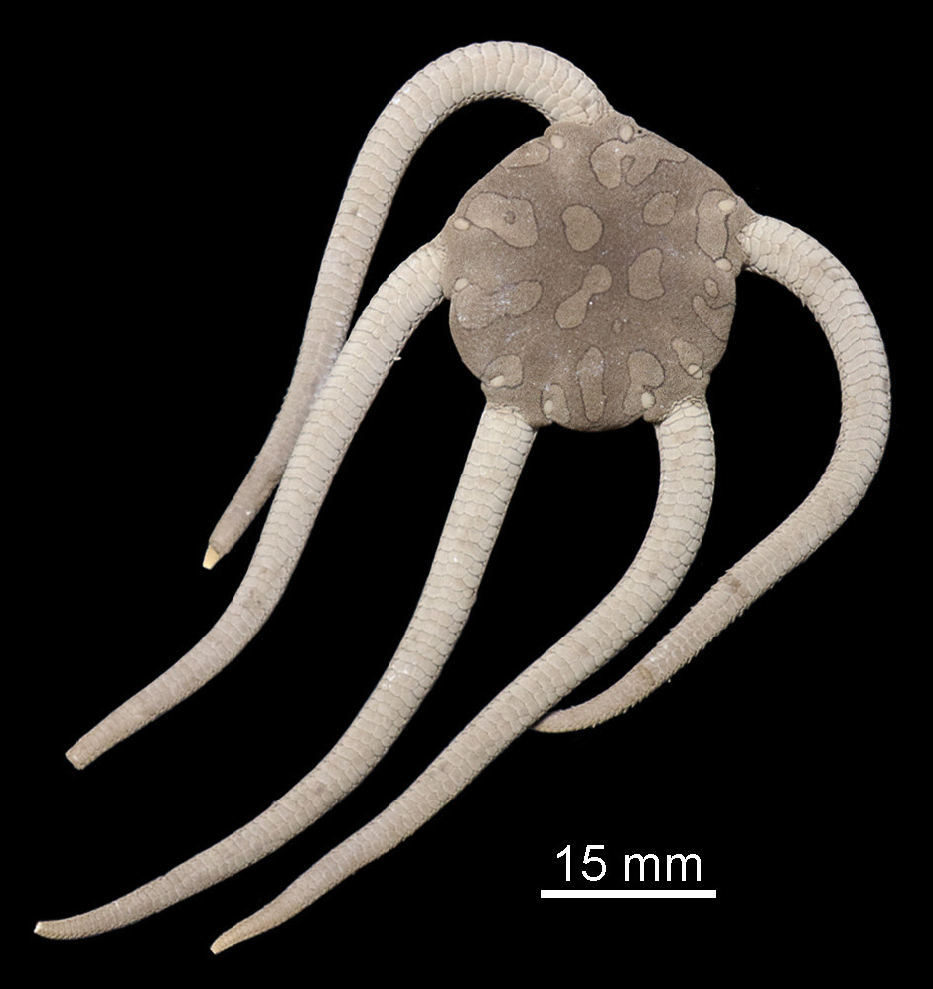
Ophioderma aija
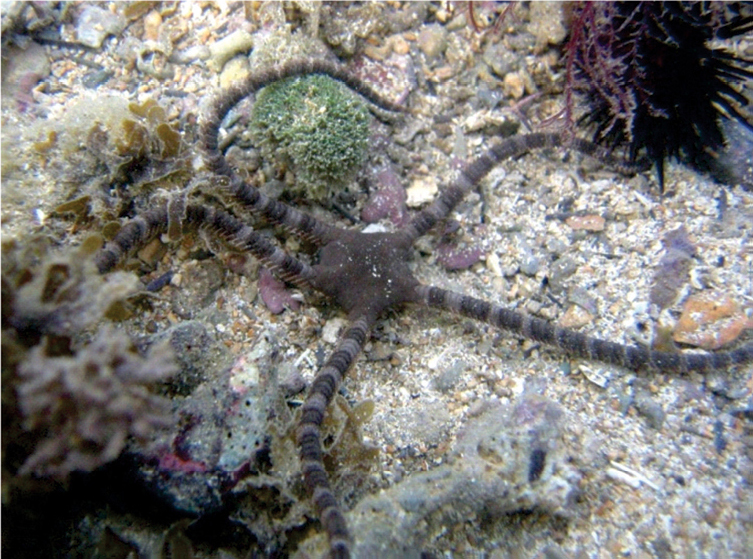
Ophioderma appressa
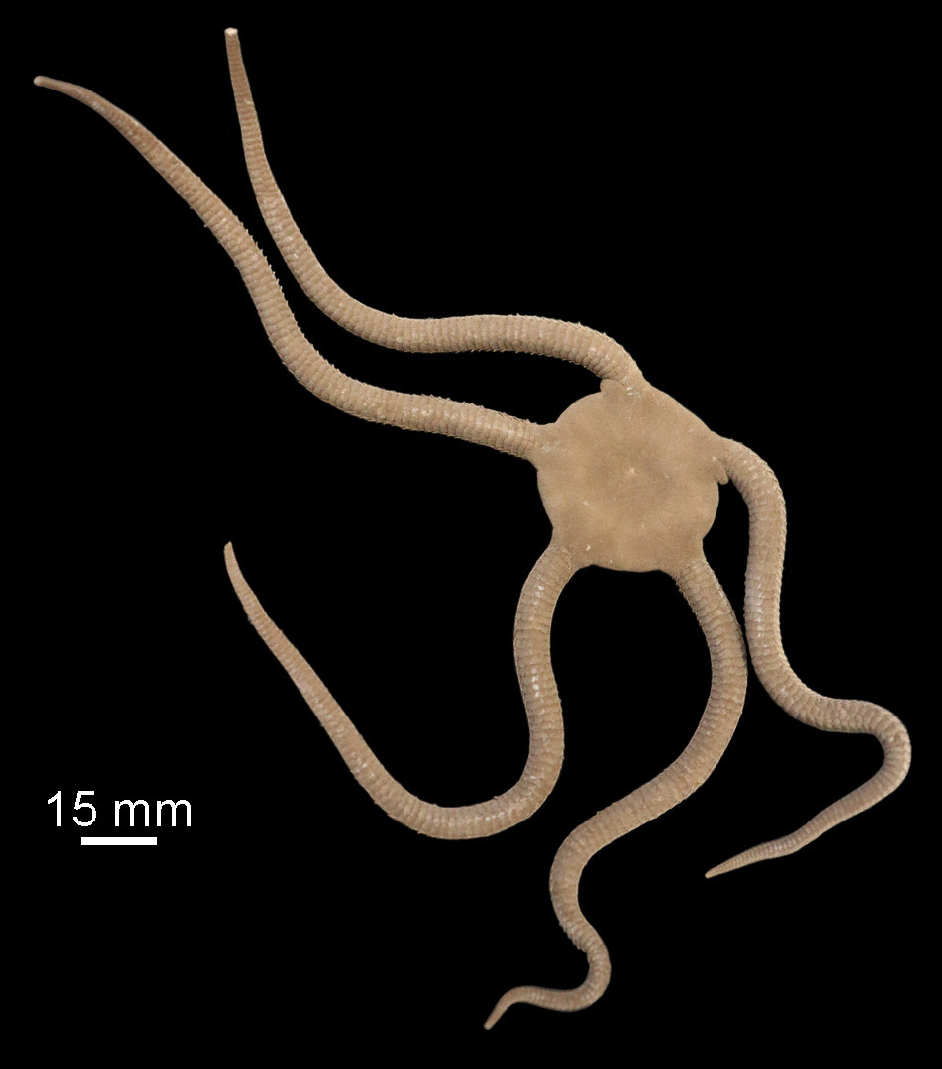
Ophioderma bichi
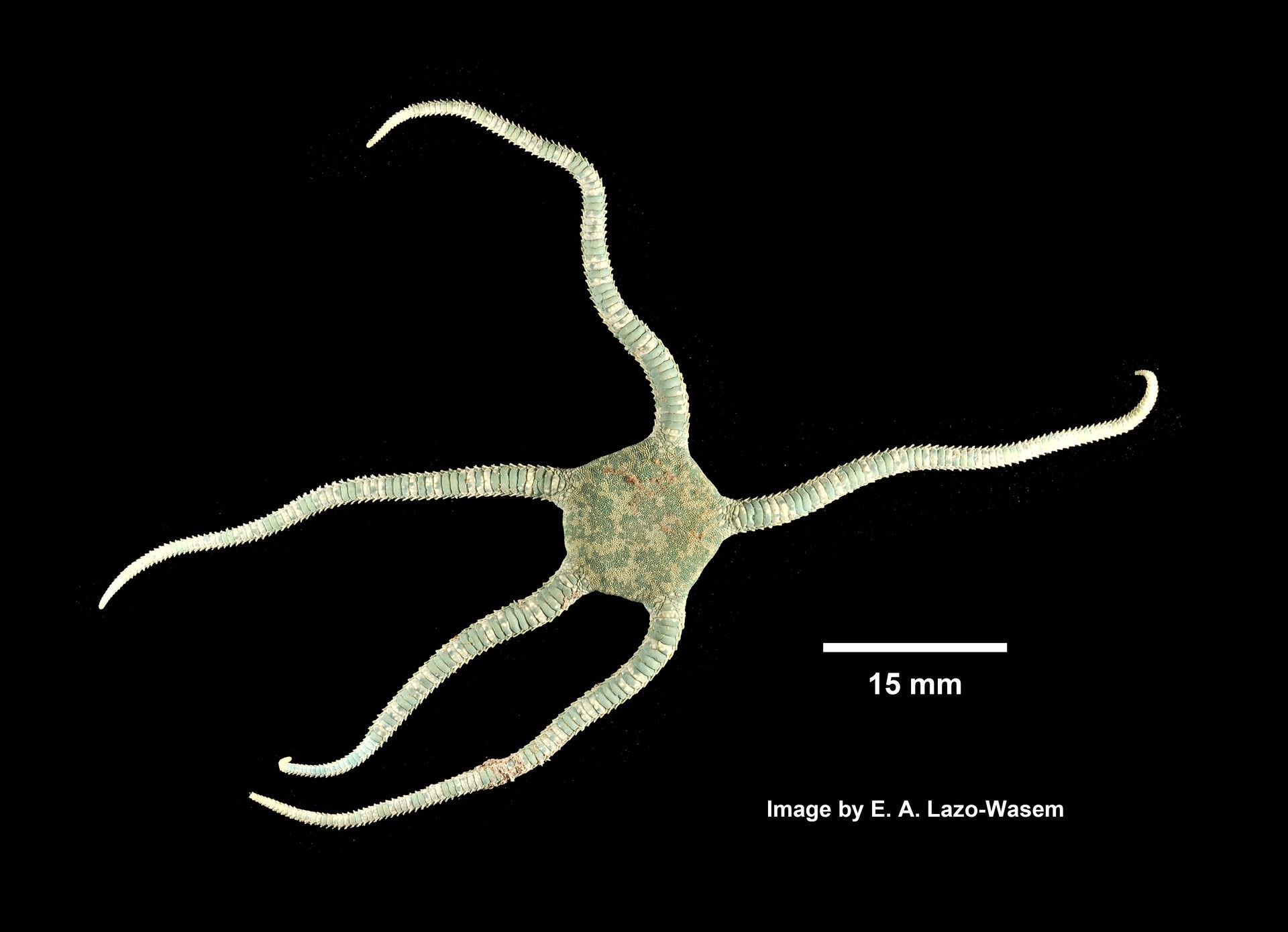
Ophioderma brevicaudum
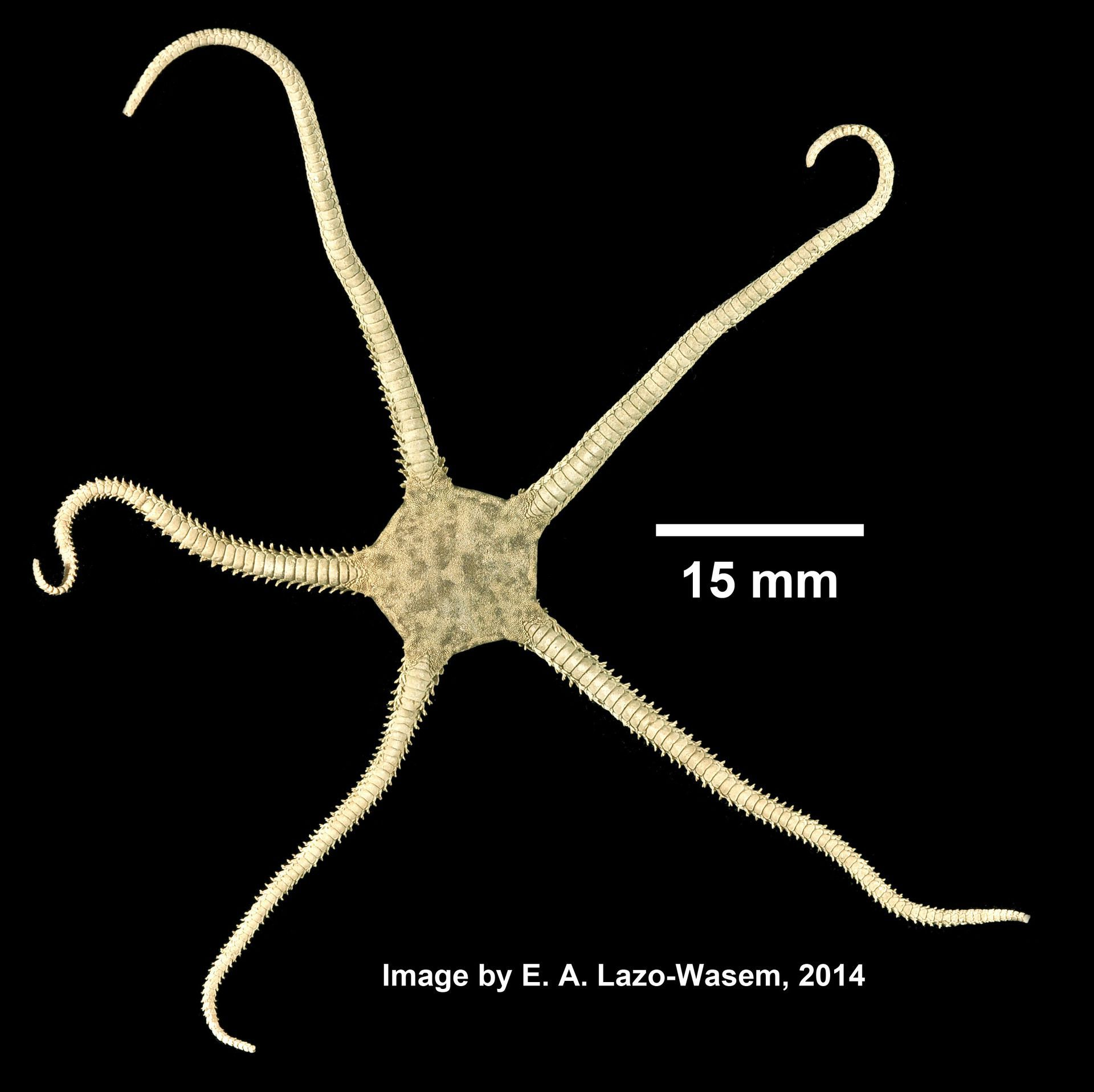
Ophioderma brevispina
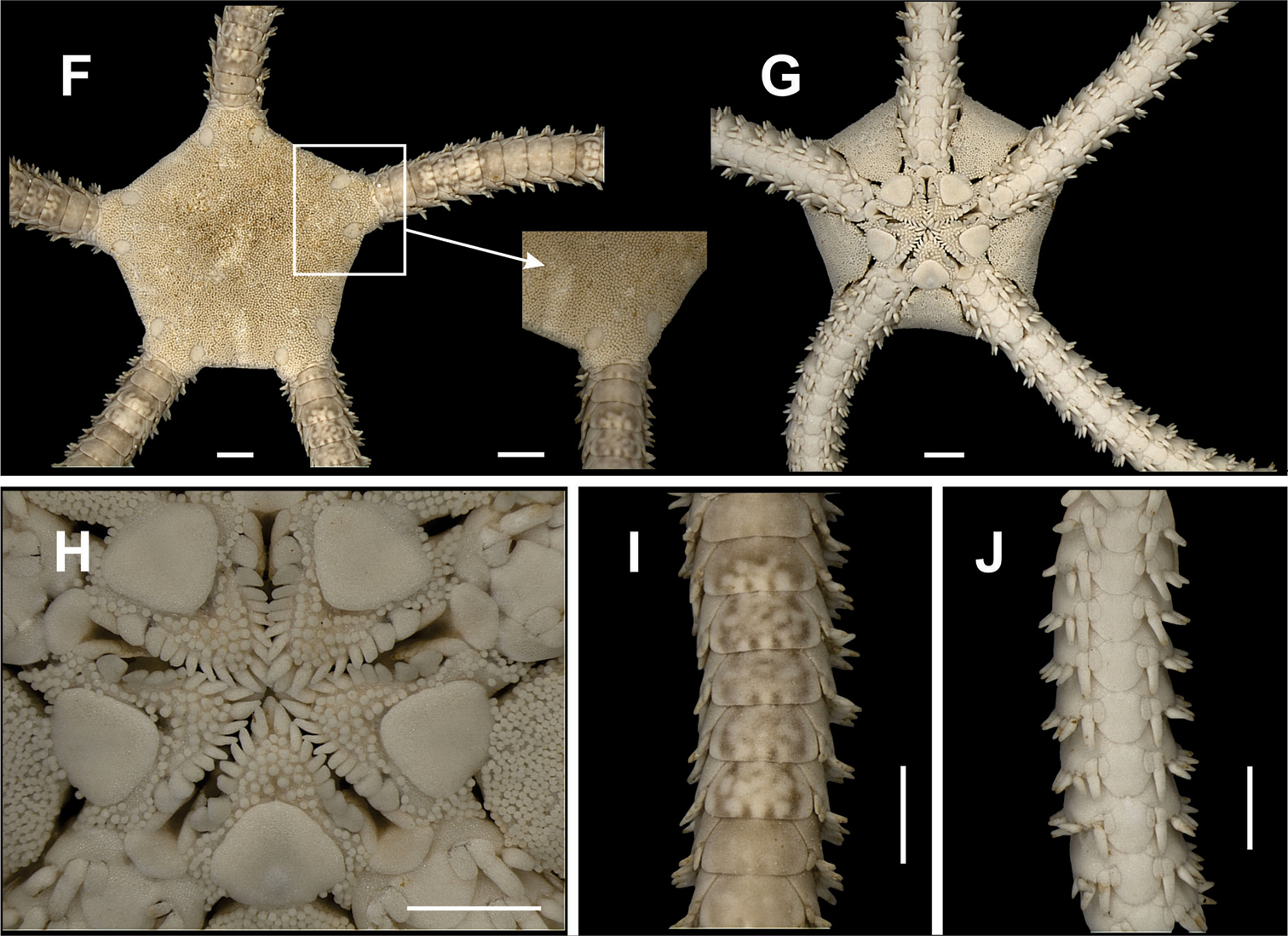
Ophioderma cinerea
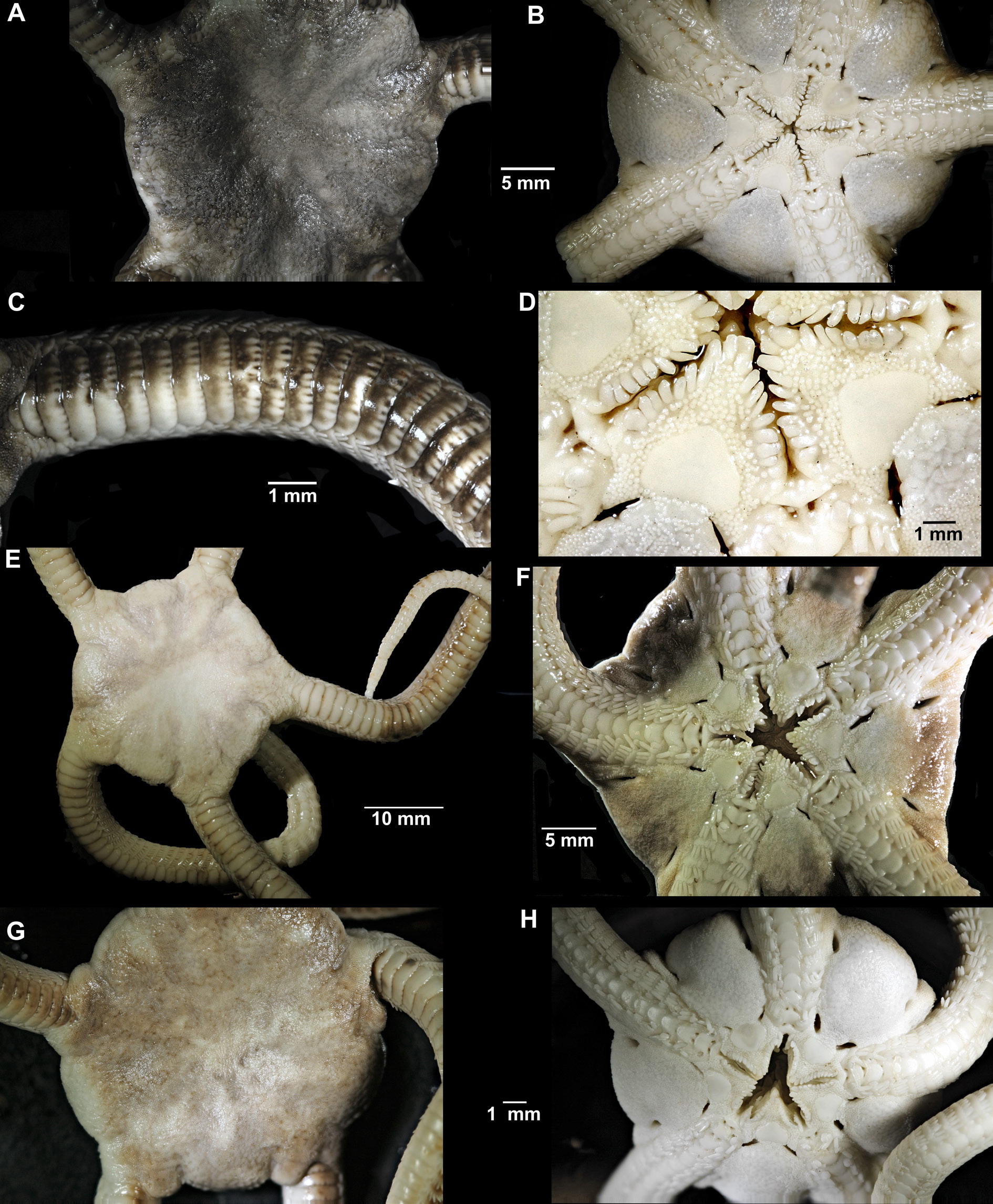
Ophioderma guineense
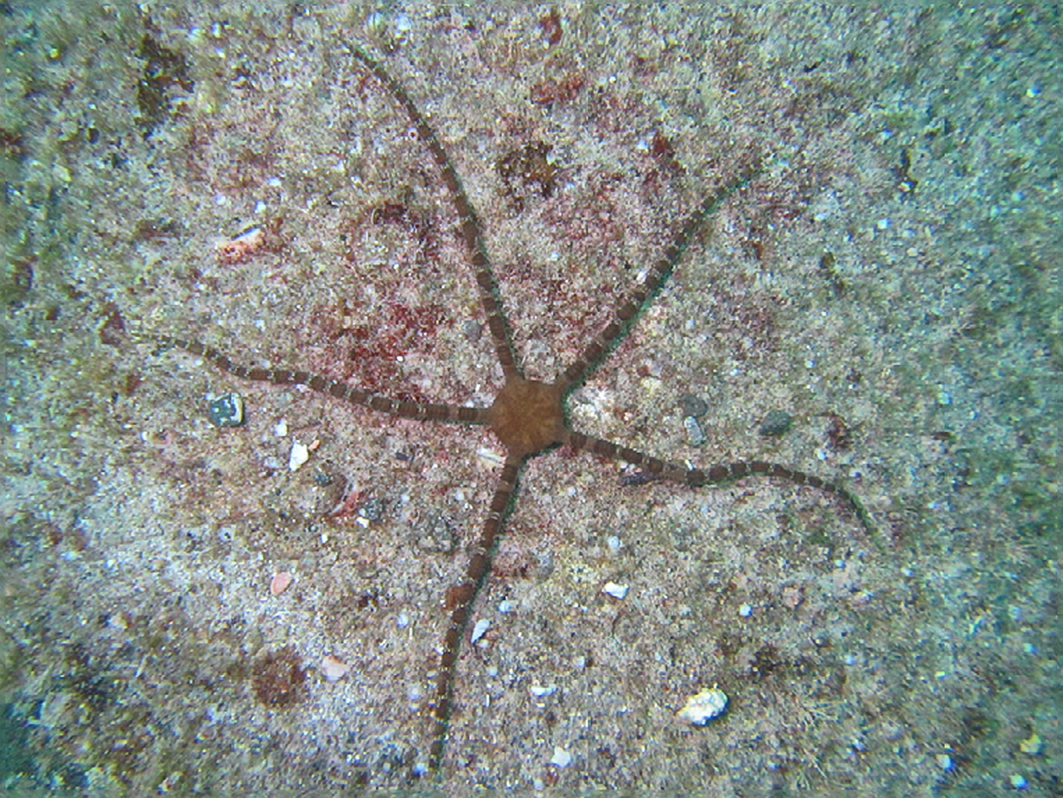
Ophioderma hendleri
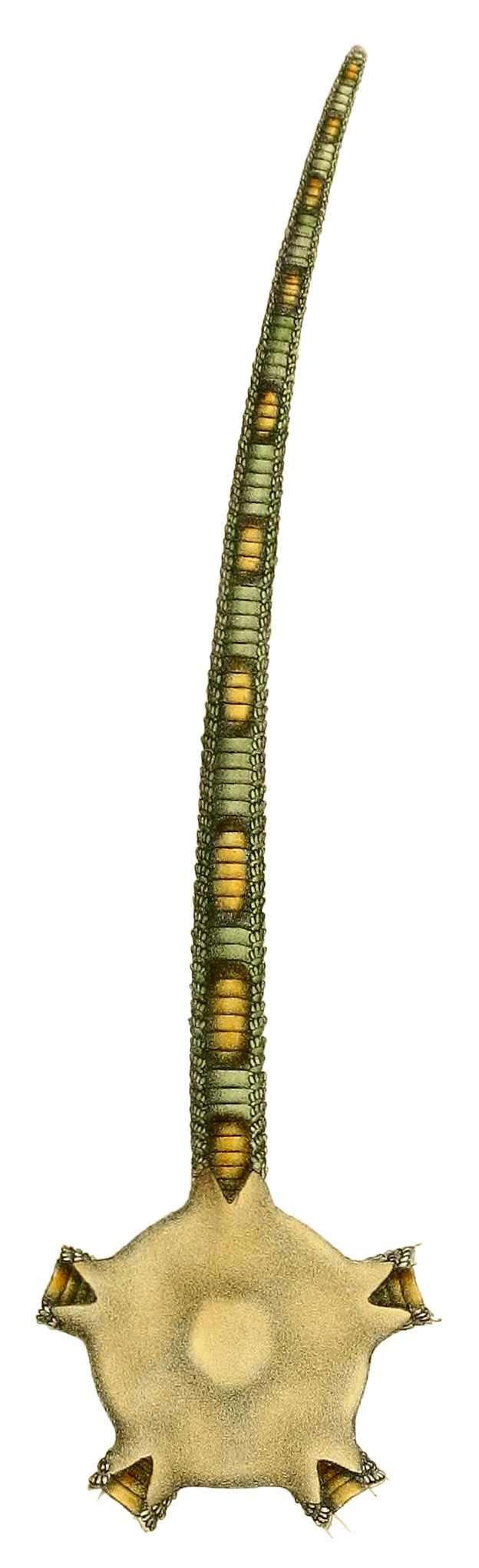
Ophioderma holmesii
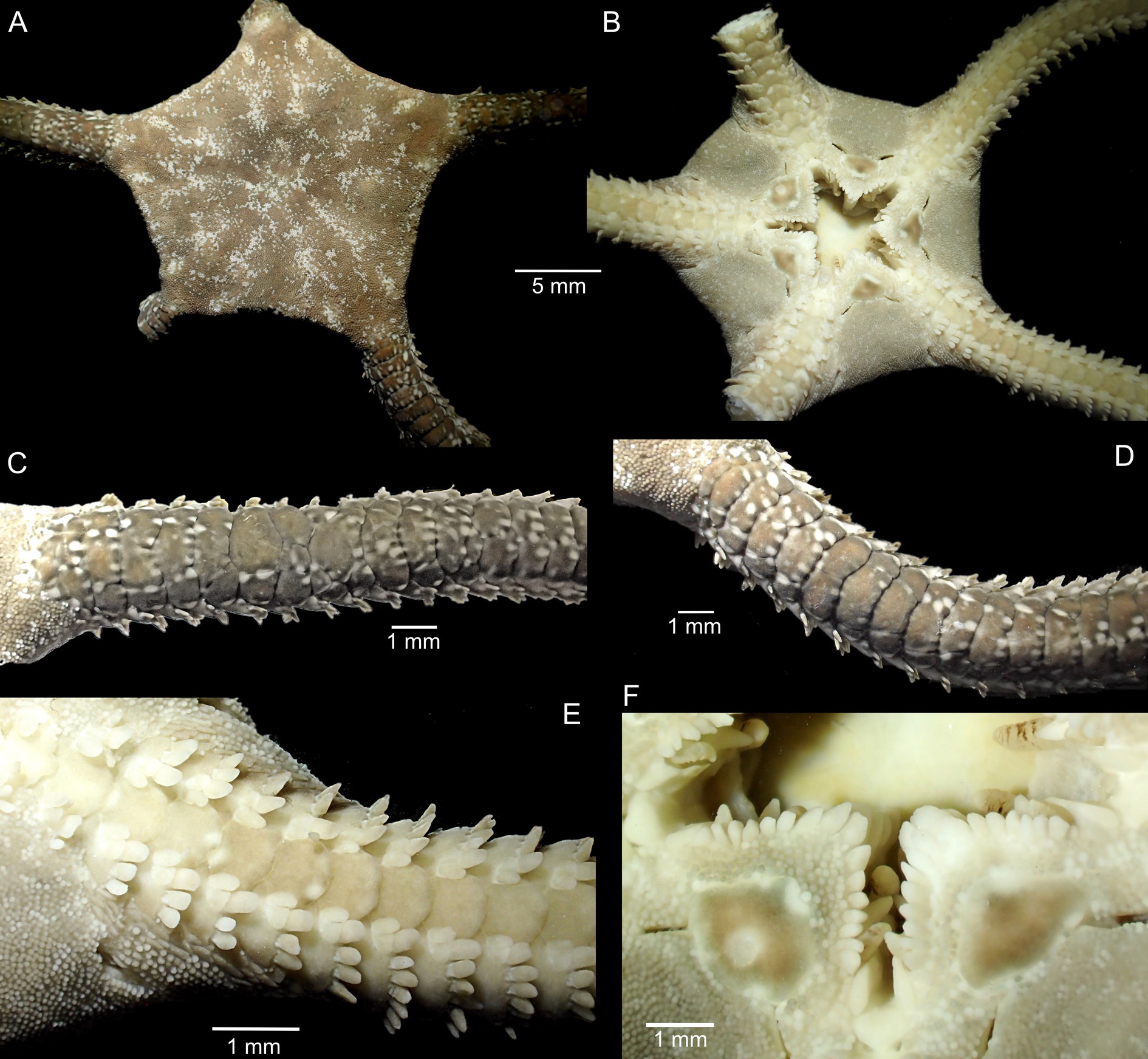
Ophioderma hybridum
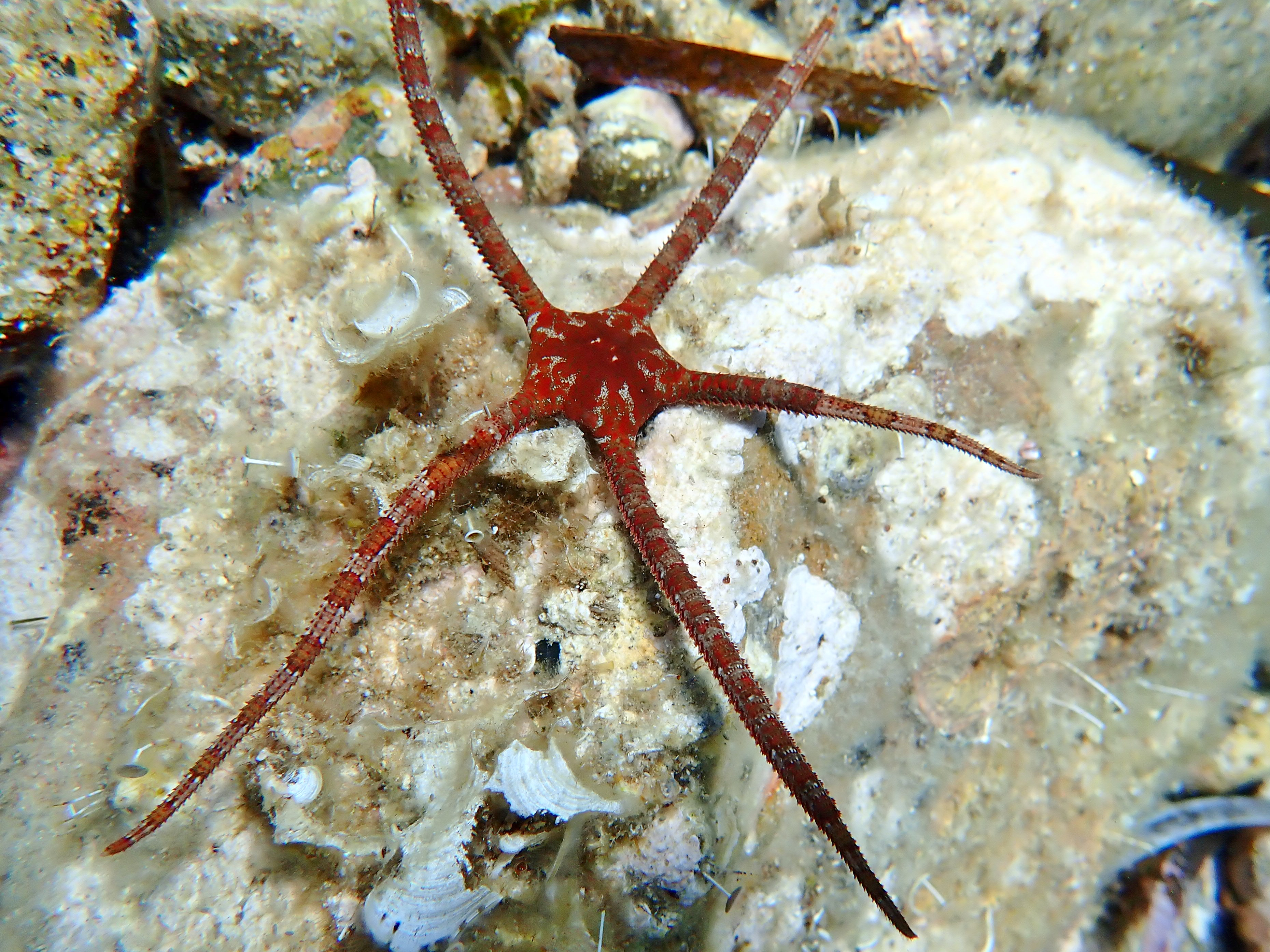
Ophioderma longicauda
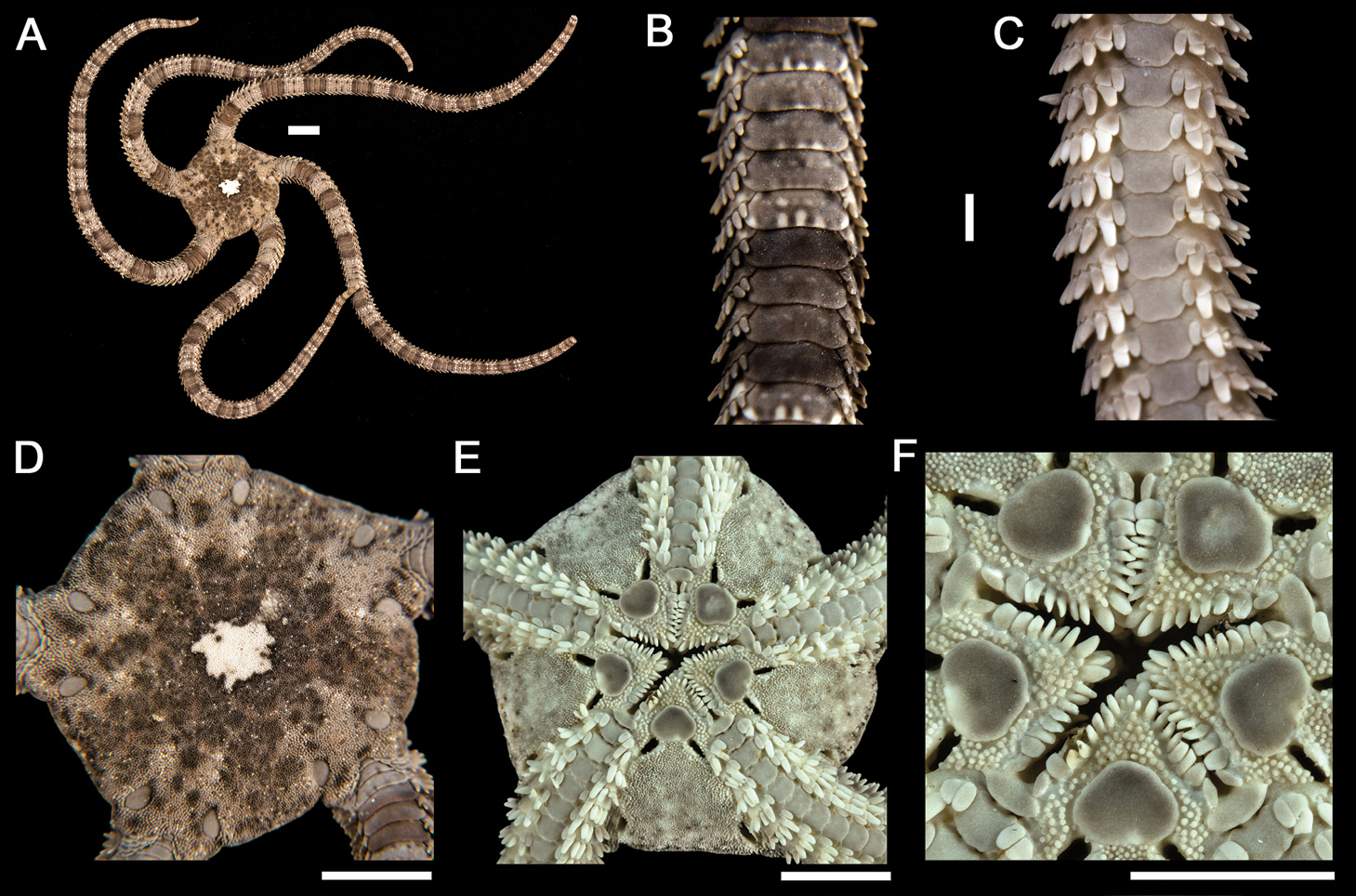
Ophioderma panamensis
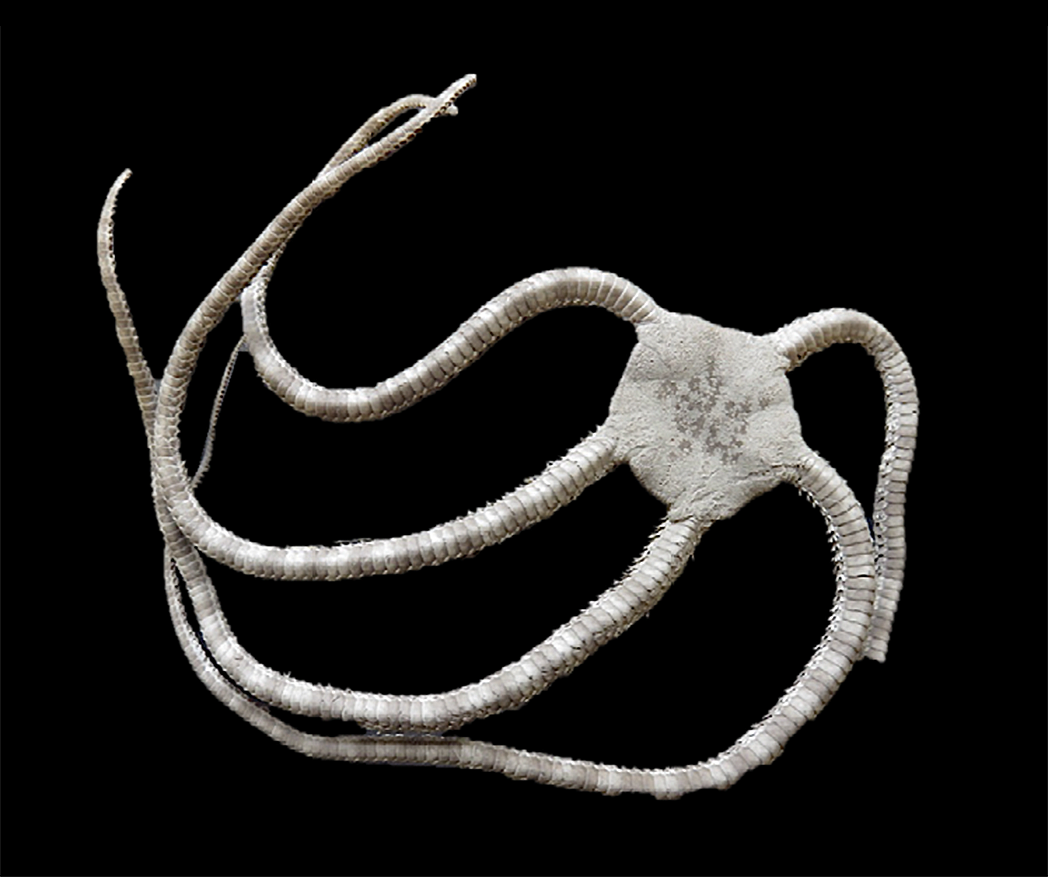
Ophioderma pentacantha
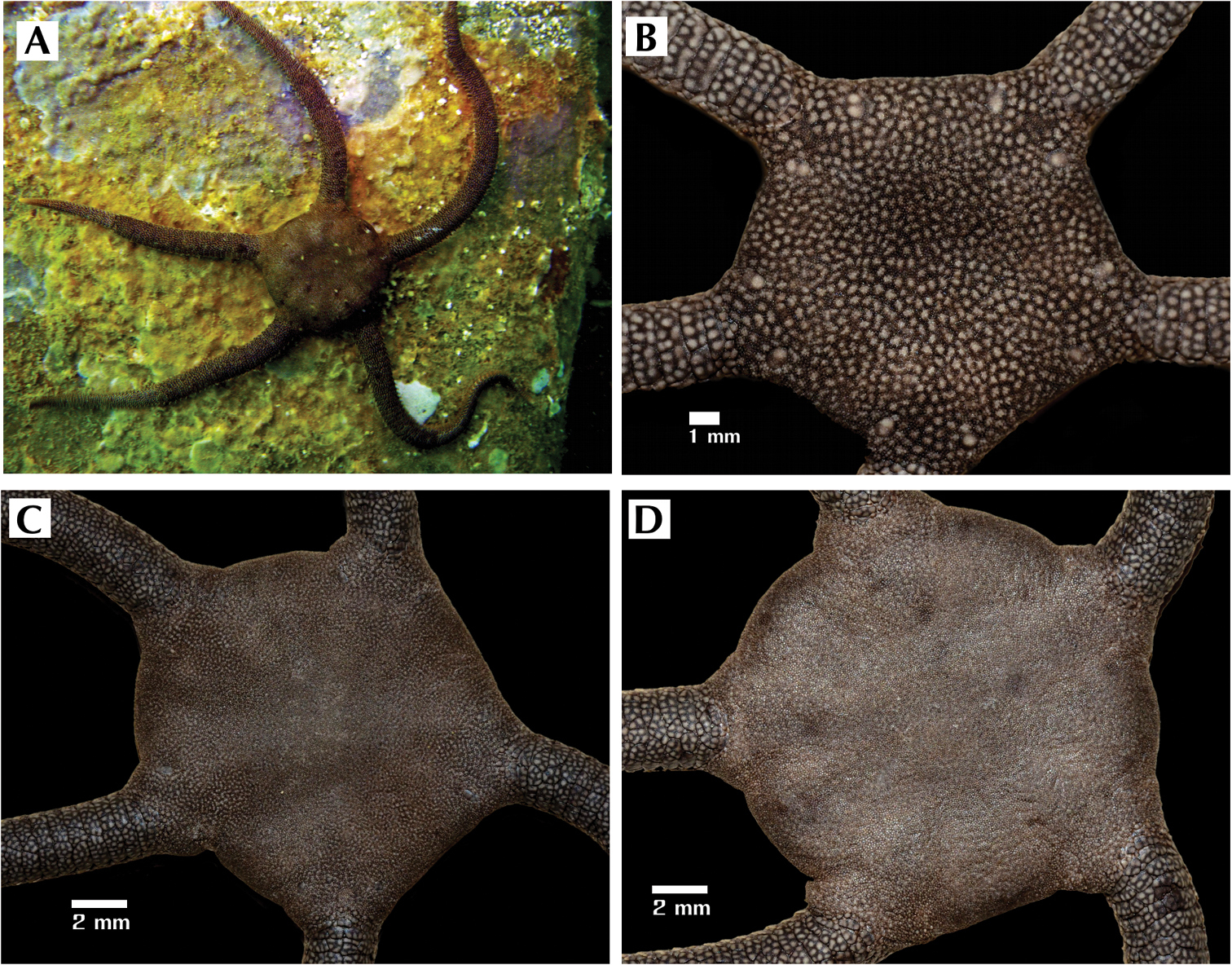
Ophioderma peruana
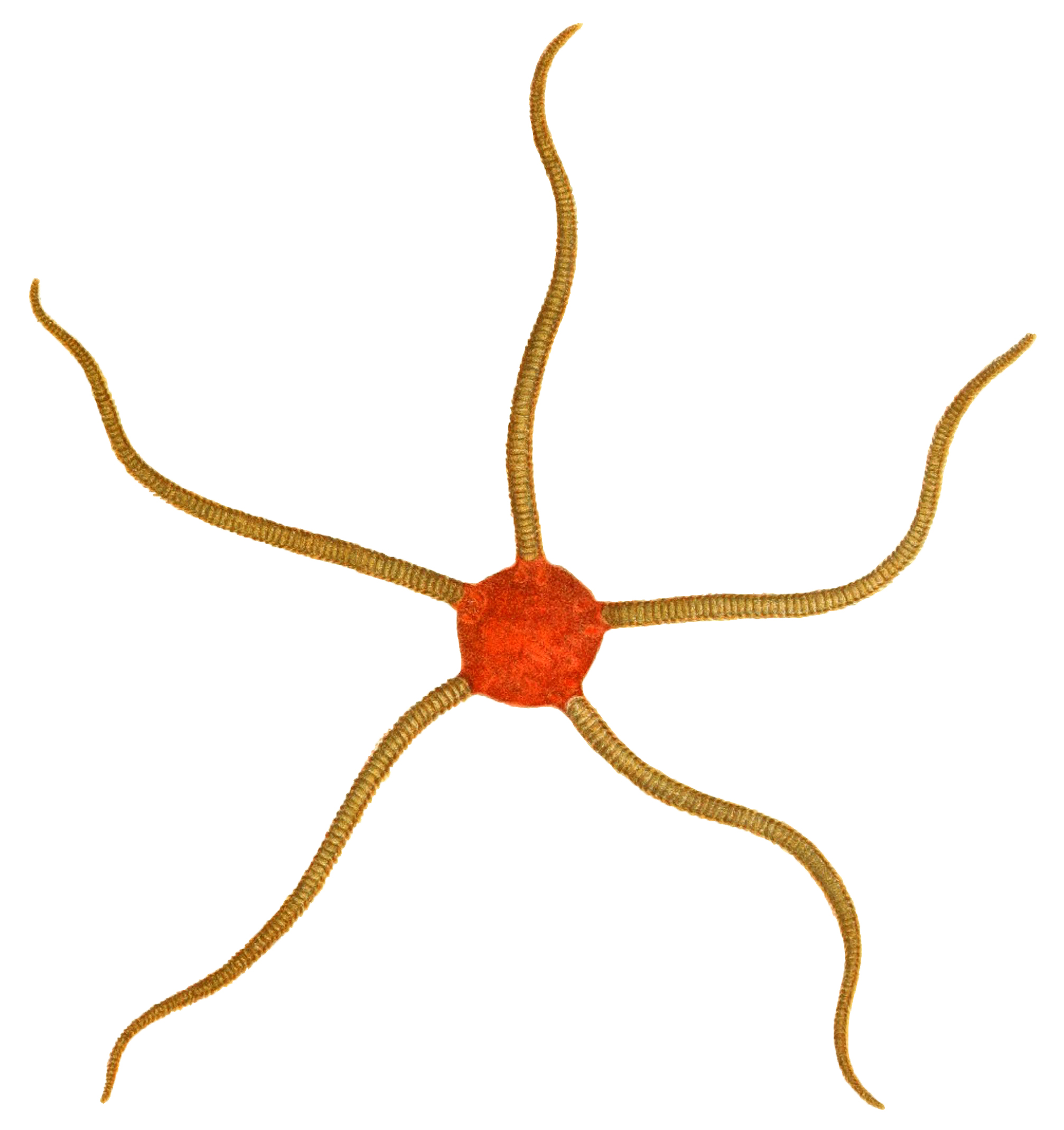
Ophioderma phoenium
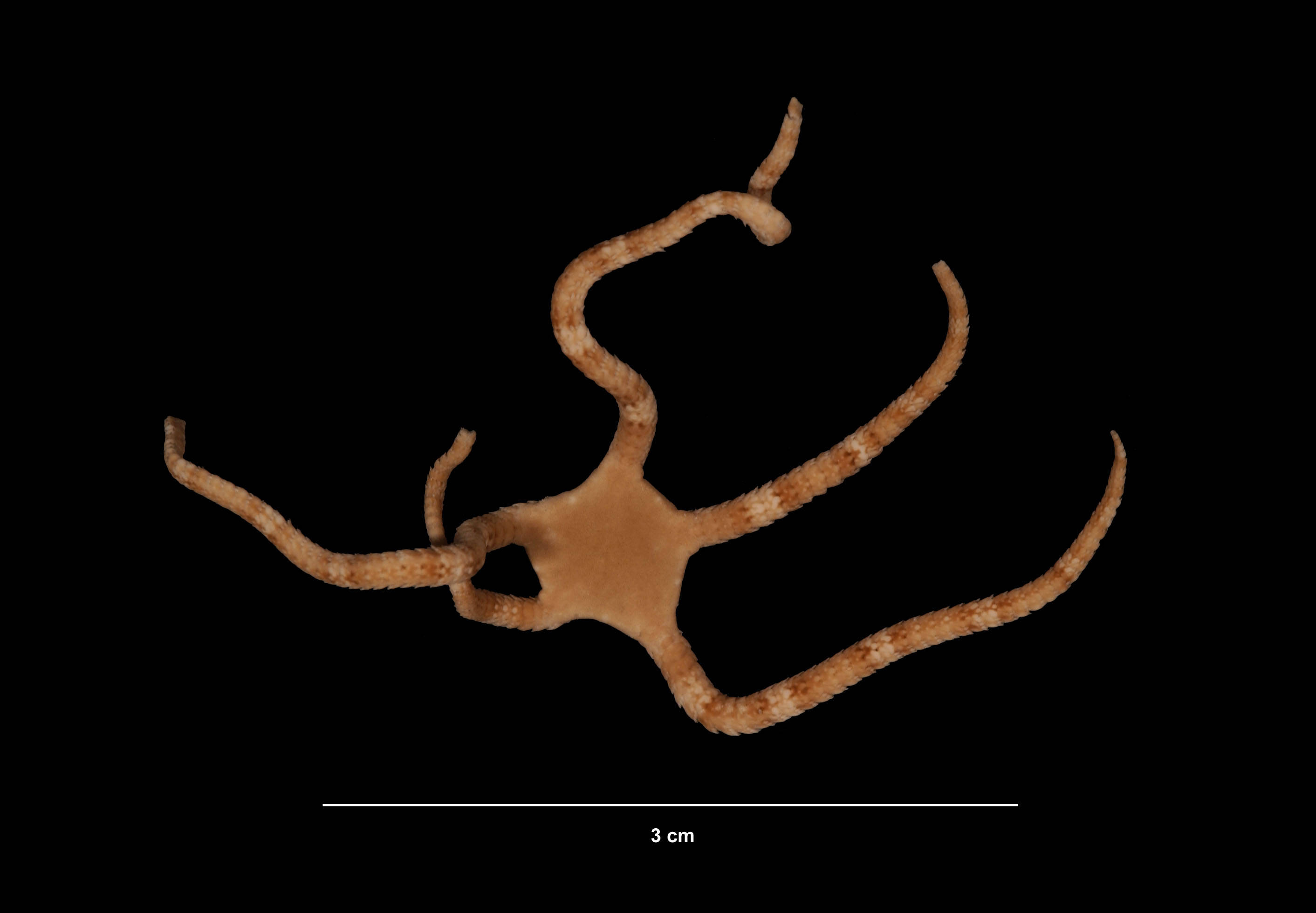
Ophioderma rubicundum
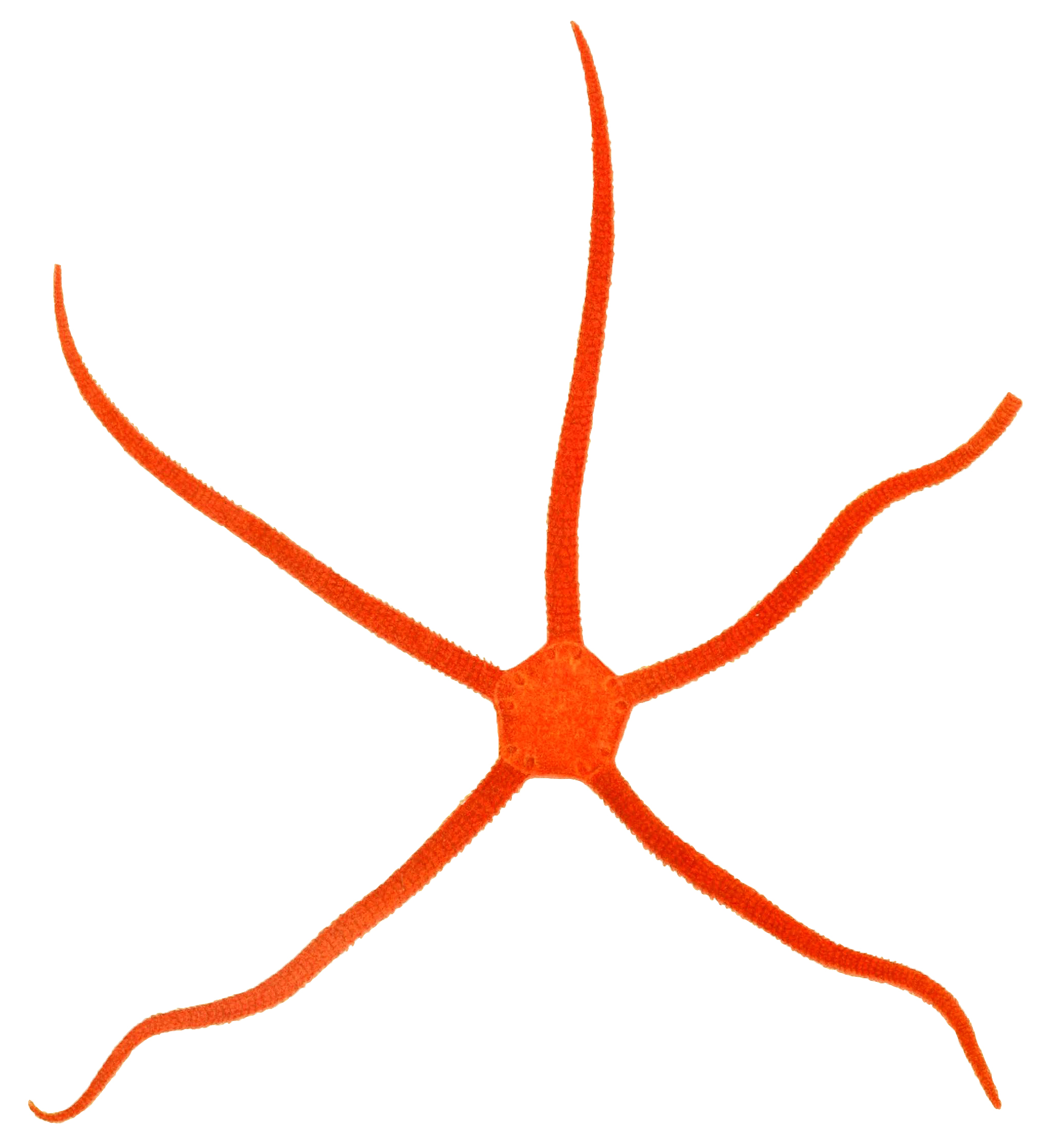
Ophioderma squamosissimum
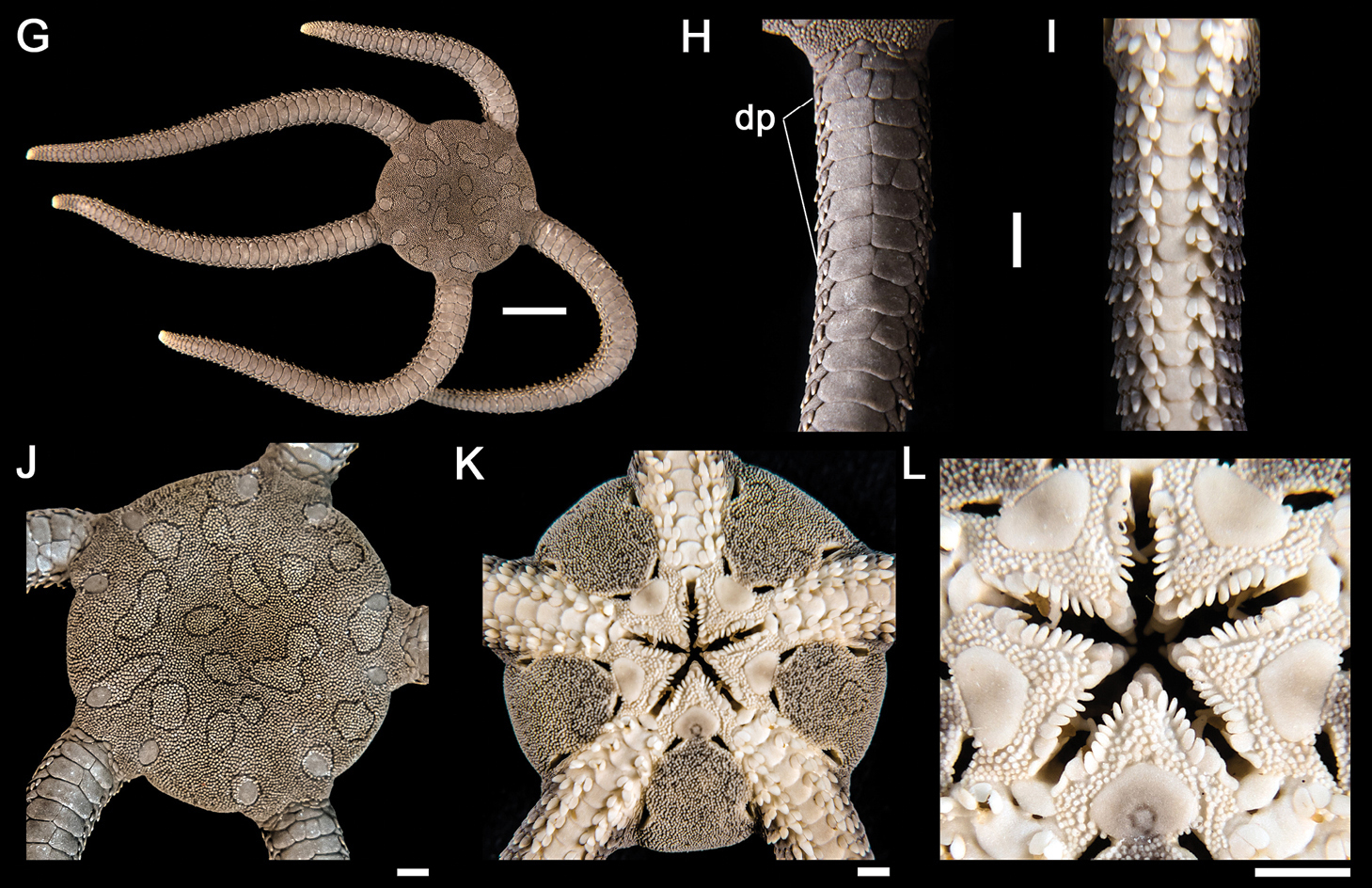
Ophioderma teres
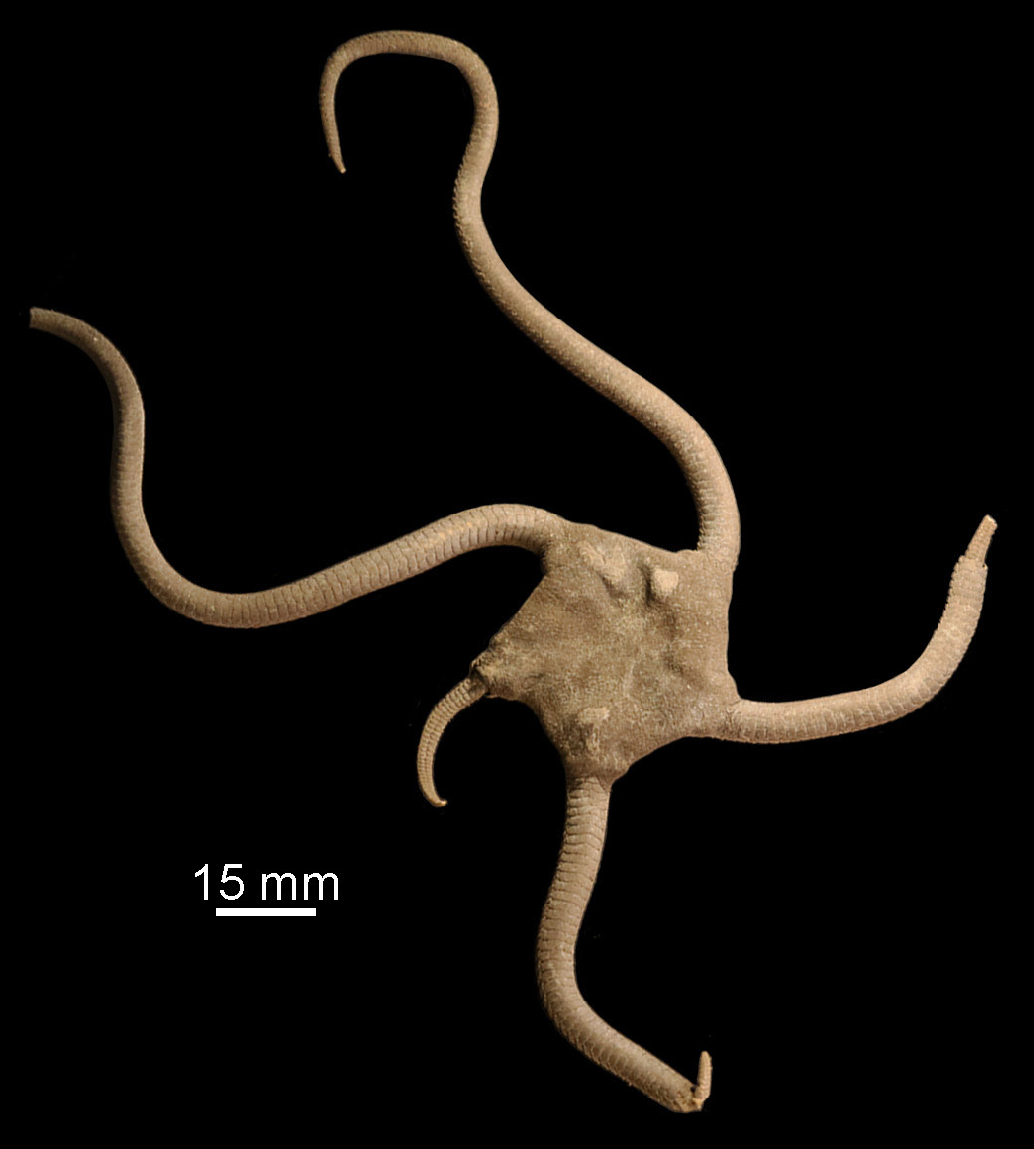
Ophioderma unicolor
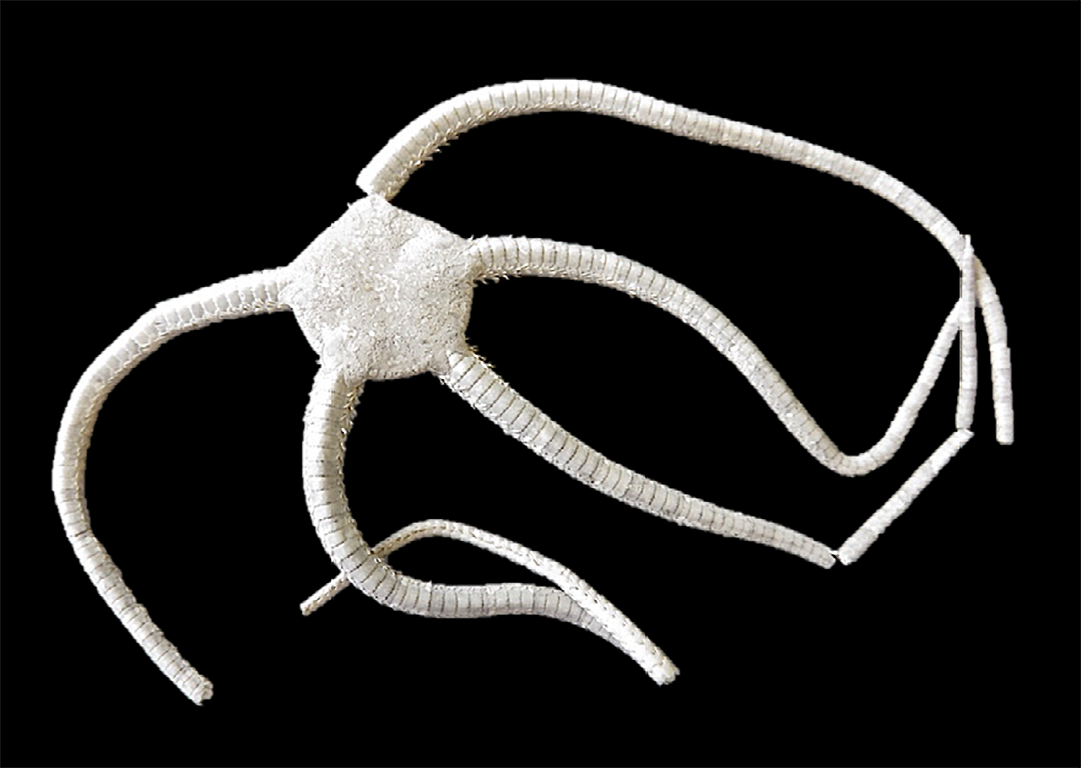
Ophioderma variegatum
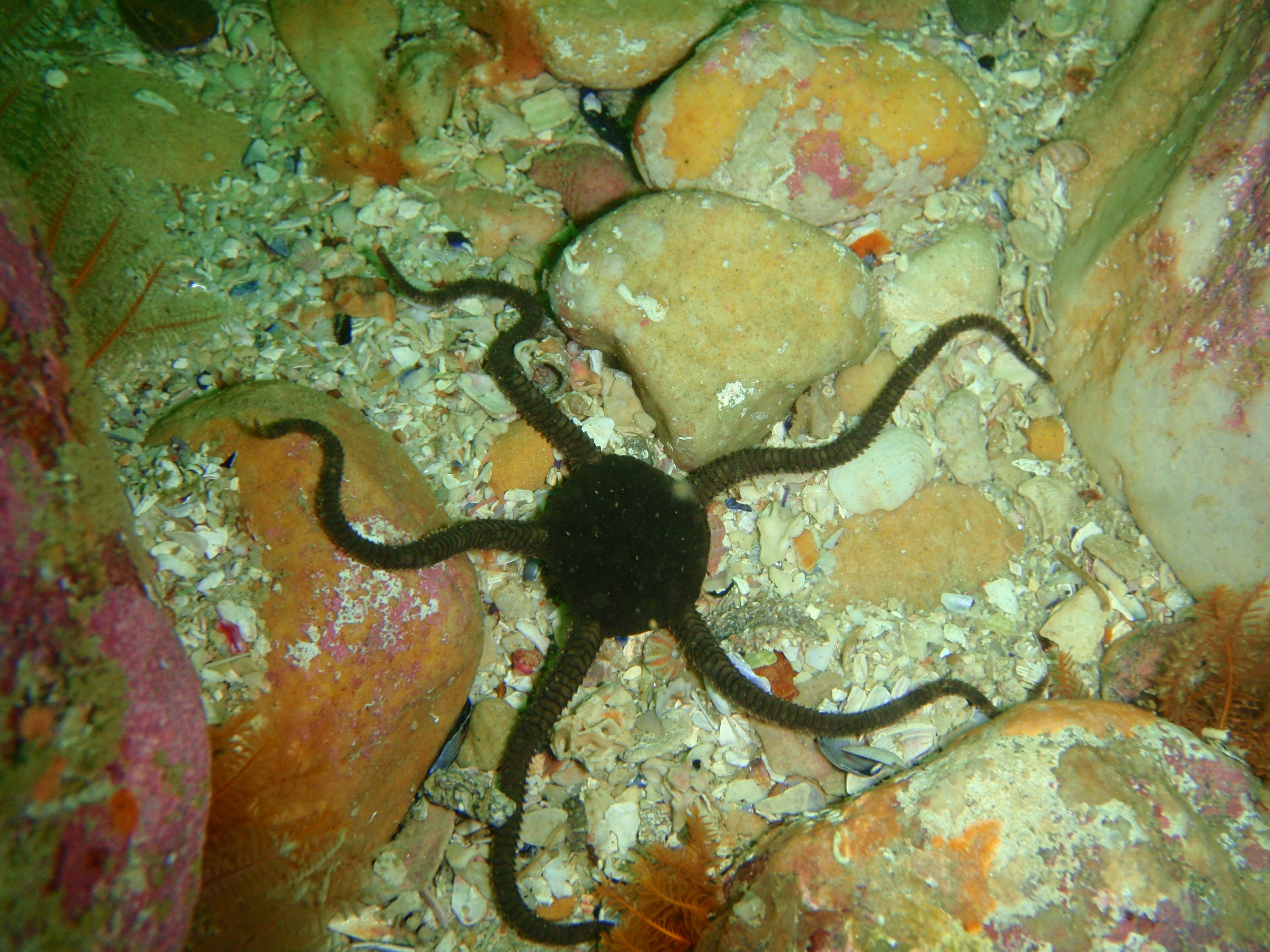
Ophioderma wahlbergi
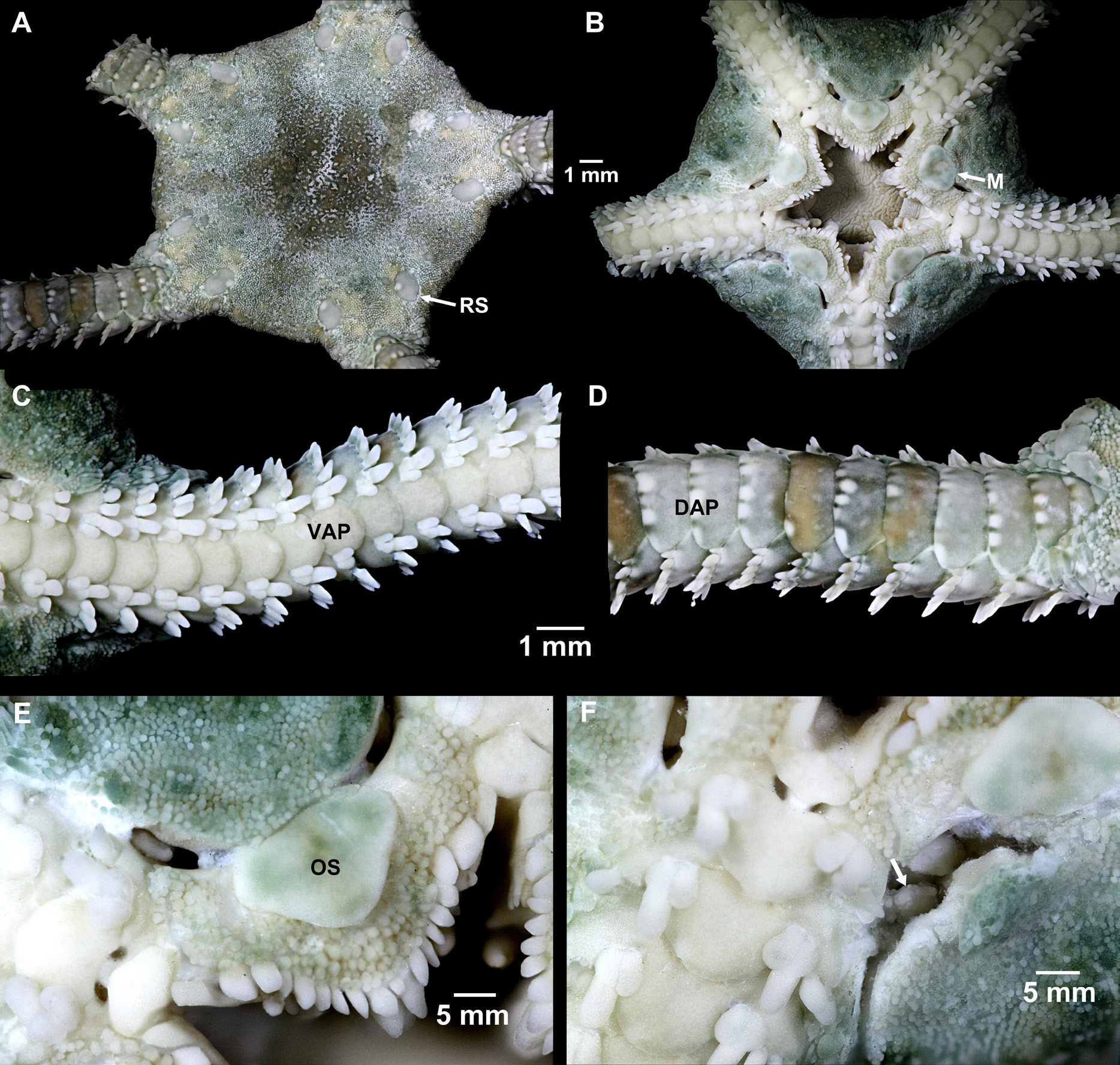
Ophioderma zibrowii
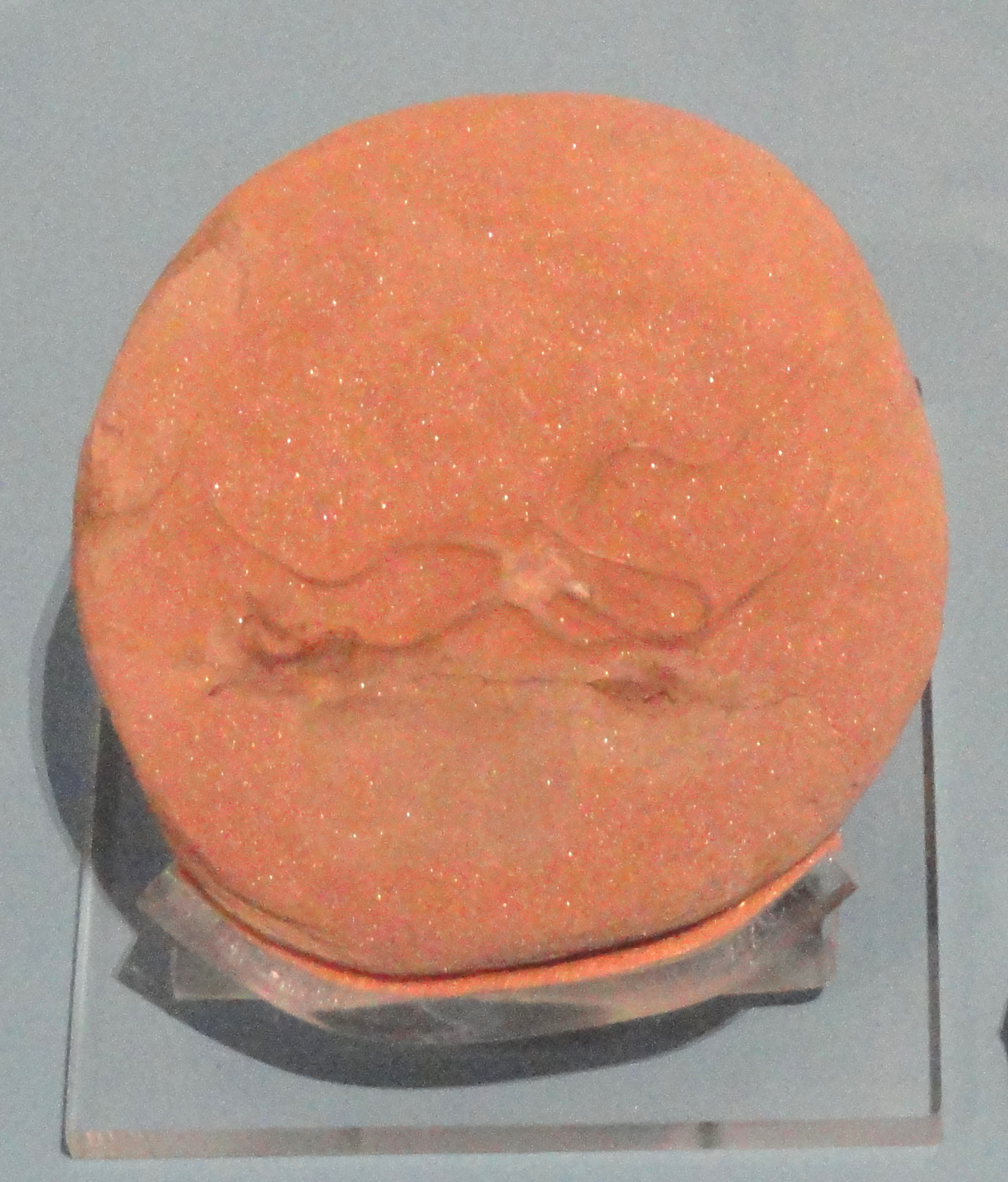
Fossile de Ophioderma tenuibrachiata (Jurassique inférieur)
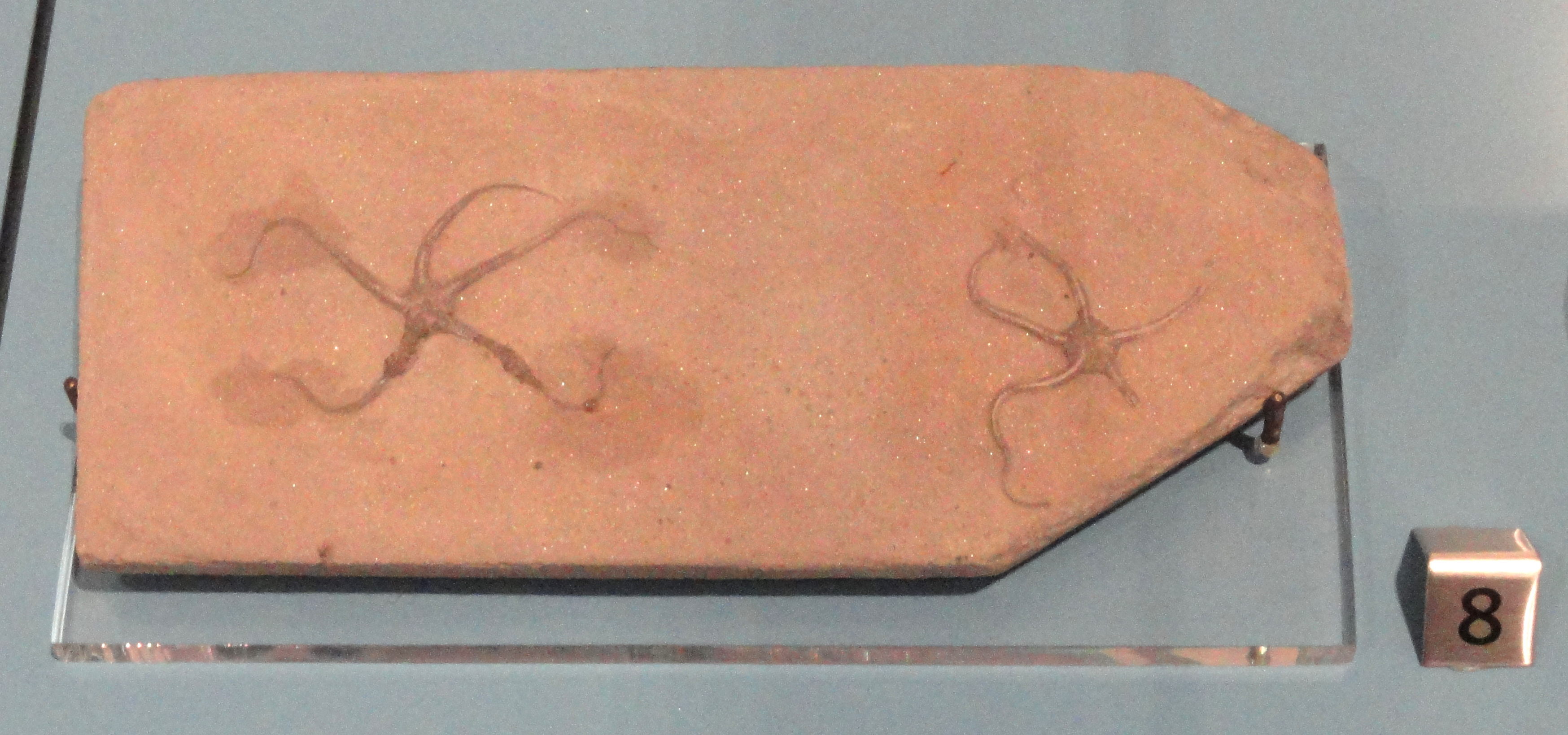
Fossile de Ophioderma egertoni (Jurassique inférieur)
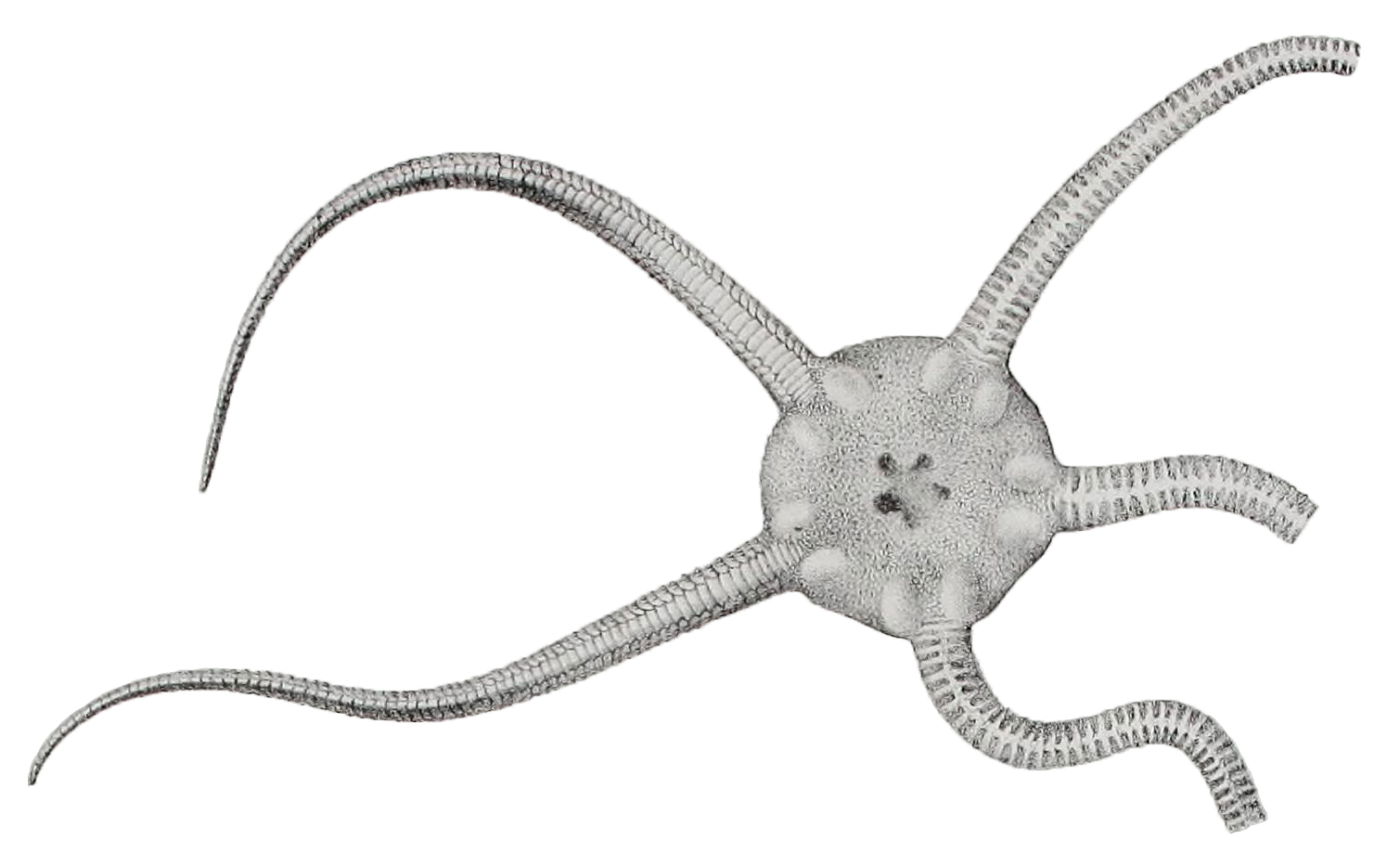
Ophioderma hauchecorni (dessin d'après fossile)